# Titre-restaurant
Le titre-restaurant, parfois appelé chèque-repas en Belgique, est un moyen de paiement scriptural « affecté », c'est-à-dire qu'il ne peut être utilisé que pour payer des produits alimentaires dans les restaurants, la grande et la petite distribution. Il est parfois désigné par la marque déposée de la société émettrice, ticket restaurant par Edenred, chèque déjeuner par le Groupe Up.
Le titre-restaurant évolue d'un format papier vers celui d'une carte de paiement électronique qui devient progressivement la norme à partir des années 2010.
En France, ce moyen de paiement est remis par l'employeur au salarié comme avantage extra-légal pour chaque jour de travail. C'est un avantage social alternatif au restaurant d'entreprise. Le montant du titre est intégralement supporté par l'employeur et le salarié ,.

## Histoire
En France, d'après l'historienne Cécile Desprairies[source insuffisante], c'est sous le gouvernement de Vichy qu'apparaissent les premiers tickets-repas. En 1962 Jacques Borel crée ce qui est alors connu comme le « crédit repas », basé sur les luncheon vouchers britanniques, et surtout obtient du gouvernement l'exonération des cotisations sociales et impôts en 1967.
Au Royaume-Uni, c'est en 1946 que les titre-restaurants naissent. Les chèques-repas ont été introduits en Belgique en 1965. Ils existent en Roumanie depuis 1998.

## Financement

### En France
Entre 40 et 50 % du montant du titre restaurant est à la charge du salarié. Le reste est financé par l'employeur.
La participation de l'employeur aux titres-restaurants de ses salariés est exonérée des cotisations de sécurité sociale dès lors que cette participation ne dépasse pas un certain plafond, actualisé chaque année par les pouvoirs publics,.
Le montant du plafond toléré d'utilisation quotidienne change durant la crise sanitaire du Covid puis durant la crise liée à l'inflation.
La gouvernance du titre, l'attribution de l'agrément à percevoir des titres pour les commerces ou la reconnaissance des émetteurs de titres sont gérés par la Commission nationale des titres-restaurant.

## Controverses et affaires

### Dématérialisation
À l'unanimité des partenaires sociaux et acteurs économiques qui forment la Commission nationale des titres-restaurant, la dématérialisation du titre sous forme numérique (carte) est progressivement mis en oeuvre. En 2024, il y a plus de titres numériques que de titres « papier ».
Au début de la volonté de dématérialisation du titre, certains se sont inquiété des conséquences du dispositif et en particulier du côté intrusif par sa collecte d'informations sur ses utilisateurs. Ainsi un article du journal Le Monde du 2 avril 2014 évoque ce sujet.

### Entente
Le 18 décembre 2019 l’Autorité de la concurrence inflige une amende de 414,7 millions d’euros aux quatre groupes historiques du secteur.
Les quatre entreprises historiques du secteur, Edenred, Sodexo, Natixis Intertitres et le Groupe Up, sont condamnées par l'Autorité de la concurrence à des amendes allant de 45 à 157 millions d'euros, à cause d'un fonctionnement de cartel, comprenant l'échange d'informations confidentielles et un verrouillage du marché du titre restaurant à travers la centrale de règlement des titres (CRT) qu'ils ont créée et qu'ils gérent.
La CRT est fermée le 28 février 2023. En décembre 2024, la CNTR reconnaît 15 émetteurs de titres-restaurant[réf. nécessaire].

### Commissions jugées excessives
En septembre 2020, des restaurateurs se mettent à refuser le paiement par titres-restaurants car ils trouvent les commissions pratiquées par les émetteurs de titres, trop élevées et le délai de remboursement trop long,.
En 2023, l'Autorité de la concurrence émet un avis auprès du Gouvernement dans lequel « elle recommande en priorité à celui-ci de rendre obligatoire la dématérialisation, de rechercher une solution structurelle pour rééquilibrer les rapports de force sur le marché et de mettre en place une régulation adaptée du secteur ».

## En Belgique
Les titres-repas sont instaurés en 1965 pour pallier l'absence de cantine dans les entreprises[réf. nécessaire].